# Stenhypena minimata
Stenhypena minimata là một loài bướm đêm trong họ Erebidae.